# Bismarck du Plessis
Bismarck du Plessis (wym. [ˈbɪsmark dypləˈsi], ur. 22 maja 1984 w Bethlehem) – południowoafrykański rugbysta występujący na pozycji młynarza. Z reprezentacją RPA zdobywca pucharu świata. Młodszy brat Jannie’ego, który także jest reprezentantem kraju w rugby.

## Kariera klubowa
Du Plessis urodził się w prowincji Wolne Państwo Orania, tam też uczęszczał do renomowanego Grey College w Bloemfontein i rozpoczął treningi rugby. W 2003 roku znalazł się w składzie miejscowych Free State Cheetahs na Vodacom Cup, krajowe rozgrywki drugiego szczebla, jednak nie znalazł się w kadrze na żadne spotkanie. Przez dwa kolejne sezony (2003 i 2004) bronił barw Wolnego Państwa w młodzieżowej (do lat 20) wersji turnieju Currie Cup.
Przed sezonem 2005 Bismarck przeniósł się do Durbanu i zespołu Natal Sharks (w rozgrywkach krajowych) oraz jego odpowiednika – Sharks (liga Super 12). Dodatkowo, wraz z innymi młodymi zawodnikami, trafił do filialnej drużyny Natal Wildebeest, która występowała na drugim szczeblu rozgrywek, w Vodacom Cup. 5 marca 2005 roku zadebiutował w meczu Super 12 przeciw Waratahs. W tym samym roku w barwach Natal Sharks wystąpił także w krajowych rozgrywkach Currie Cup. Szanse na występy młodego młynarza w Sharks były jednak ograniczone ze względu na fakt, że o miejsce w podstawowym składzie przyszło mu rywalizować z Johnem Smitem, kapitanem Sharks oraz drużyny narodowej. Dopiero wyjazd Smita do Francji pozwolił du Plessis na pokazanie pełni swoich umiejętności.
Już w 2007 roku Rekiny dotarły do finału Super 14, w którym jednym punktem uległy jednak Bykom. Rok później zespół z Durbanu okazał się najlepszy w kraju, wygrywając Currie Cup. Kilka kolejnych sezonów to dalsze dobre rezultaty: udział w finale Super Rugby (2012), dwa zwycięstwa i dwa drugie miejsca w krajowym Currie Cup (odpowiednio 2010 i 2013 oraz 2011 i 2012).
Du Plessis został także doceniony na płaszczyźnie indywidualnej: w 2008 i 2011 roku był nominowany do nagrody najlepszego rugbysty RPA.
Kilkakrotnie znalazł się również w składzie Barbarians, „klubu” składającego się z zaproszonych na poszczególne spotkania zawodników – w 2009 roku przeciw Nowej Zelandii oraz przeciwko Fidżi cztery lata później.

## Kariera reprezentacyjna
Po raz pierwszy Bismarck du Plessis zaprezentował się na arenie międzynarodowej w 2003 roku, kiedy to otrzymał powołanie na Mistrzostwa Świata do lat 19, które odbywały się we Francji. Baby Boks w finale pokonali wówczas 22:18 reprezentację Nowej Zelandii. Dwa lata później sukces ten w Argentynie powtórzyła reprezentacja do lat 21 – raz jeszcze z Bismarckiem w składzie, RPA pokonała Australię.
W lipcu 2007 roku, w wieku 23 lat młodszy z braci otrzymał szansę debiutu w drużynie Springboks, pierwszej reprezentacji kraju. W tym samym meczu debiutował także drugi z rodzeństwa, Jannie. W kolejnych latach dwaj bracia wielokrotnie występowali obok siebie w pierwszej linii młyna RPA.
Bismarck zagrał także w kolejnym spotkaniu z All Blacks, jednak nie znalazł uznania selekcjonera w kontekście powołań na nieodległy w czasie Puchar Świata we Francji. Dopiero kontuzja Pierre’a Spiesa sprawiła, że młynarz Rekinów został włączony do szerokiego składu. W trakcie zakończonego zwycięstwem Springboks turnieju, młodszy z braci du Plessis pięciokrotnie pojawiał się na boisku, za każdym razem wchodząc na plac gry z ławki rezerwowych.
Począwszy od 2008 roku rola Bismarcka du Plessis w reprezentacji zaczęła wzrastać, szczególnie po zmianie pozycji Johna Smita. W kolejnych latach stał się podstawowym młynarzem Springboks – np. w trakcie zwycięskiego Pucharu Trzech Narodów 2009 wystąpił na pozycji „numer 2” we wszystkich sześciu spotkaniach.
W 2011 roku Bismarck wziął udział w swoim drugim pucharze świata, jednak tym razem reprezentanci Południowej Afryki nie zdołali powtórzyć sukcesu sprzed czterech lat i odpadli już w ćwierćfinale. Du Plessis w trakcie nowozelandzkiego turnieju rozegrał cztery mecze.
Rok później, przed serią meczów z Anglią du Plessis został mianowany wicekapitanem Springboks.
W 2013 roku podczas The Rugby Championship, które reprezentacja Południowej Afryki ukończyła ostatecznie na drugim miejscu (za Nową Zelandią), Bismarck brał udział w znaczącym incydencie. W trakcie wyjazdowego meczu z All Blacks silną zaszarżą powalił Dana Cartera, za co został przez sędziego Romaina Poite’a ukarany żółtą kartką. Druga żółta kartka ujrzana przez młynarza RPA na początku drugiej połowy oznaczała usunięcie go z boiska. Zdaniem wielu obserwatorów moment ten znacząco wpłynął na przebieg rywalizacji. Punktem spornym było jednak pierwsze upomnienie dla południowoafrykańskiego zawodnika. Po meczu do błędnej oceny sytuacji przyznał się zarówno sędzia główny, jak i IRB, zaś SANZAR, organizator rozgrywek anulował czerwoną kartkę.